# 勒蒙泰伊欧维孔特
勒蒙泰伊欧维孔特（法語：Le Monteil-au-Vicomte，法語發音：[lə mɔ̃tɛj o vikɔ̃t]）是法国克勒兹省的一个市镇，属于欧比松区。

## 地理
勒蒙泰伊欧维孔特（45°55'49"N, 1°56'14"E）面积14.4 平方千米，位于法国新阿基坦大区克勒兹省，该省份为法国中部省份，位于法國中央高原西北部，北起安德尔省和谢尔省，西接维埃纳省，南至科雷兹省，东临多姆山省，东北与阿列省接壤。
与勒蒙泰伊欧维孔特接壤的市镇（或旧市镇、城区）包括：巴尼兹、沙瓦纳、瓦西维耶尔湖畔鲁瓦耶尔、圣皮埃尔贝勒维、圣伊里耶拉蒙塔涅、瓦利耶尔、维达亚。

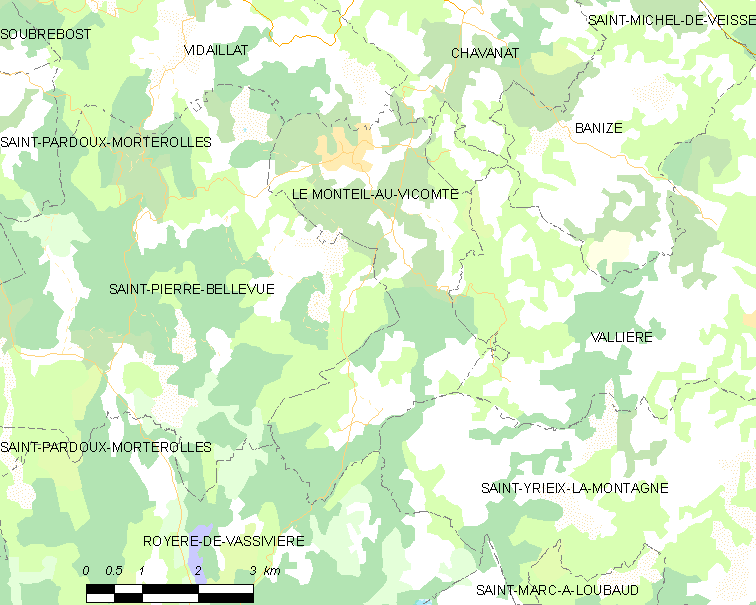
勒蒙泰伊欧维孔特的OSM定位图

勒蒙泰伊欧维孔特的时区为UTC+01:00、UTC+02:00（夏令时）。

## 行政
勒蒙泰伊欧维孔特的邮政编码为23460，INSEE市镇编码为23134。

## 政治
勒蒙泰伊欧维孔特所属的省级选区为费勒坦县。

## 人口

1962-2008年间勒蒙泰伊欧维孔特人口变化图示

勒蒙泰伊欧维孔特于2022年1月1日时的人口数量为217人。